# جوایز موسیقی آمریکا ۲۰۱۳

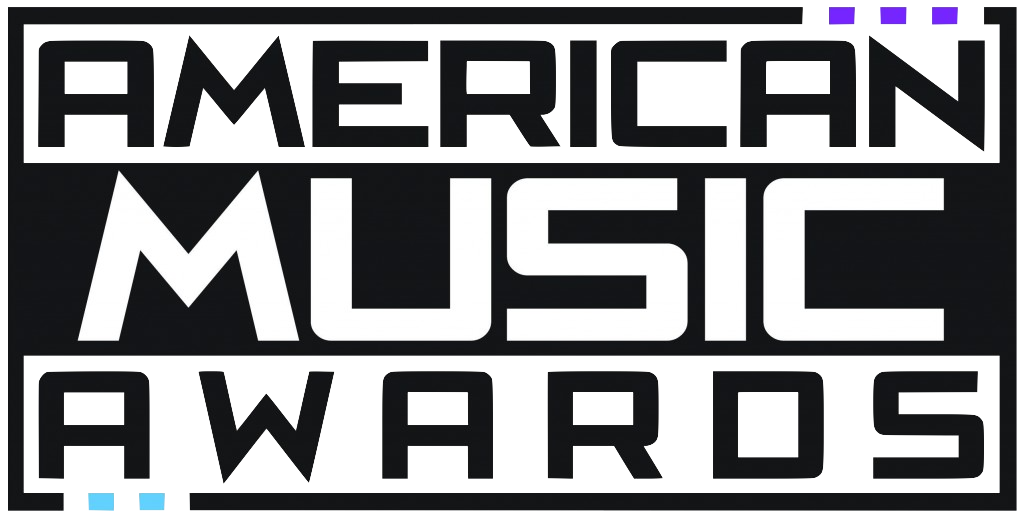
لوگو مراسم جوایز موسیقی آمریکا

چهل و یکمین مراسم جوایز موسیقی آمریکا (به انگلیسی: American Music Awards) در ۲۴ نوامبر ۲۰۱۳ در سالن تئاتر نوکیا در لس آنجلس برگزار شد. این جوایز برای محبوب‌ترین هنرمندان و آلبوم‌ها از سال ۲۰۱۳ به رسمیت شناخته شده‌است. این برنامه به صورت زنده ازای‌بی‌سی پخش شد. نامزدها در تاریخ ۱۰ اکتبر ۲۰۱۳ توسط کلی کلارکسون و ویل. آی. ام اعلام شدند. در ۵ نوامبر اعلام شد که پیتبول میزبان خواهد بود.

## نامزدها و برندگان
| هنرمند سال                                                                                  | هنرمند جدید سال                                                                                      |
| ------------------------------------------------------------------------------------------- | --- |
| - مکلمور - برونو مارس - ریانا - تیلور سوئیفت - جاستین تیمبرلیک                              | - Florida Georgia Line - آریانا گراند - ایمجین دراگونز - مکلمور - فیلیپ فیلیپس                       |
| بهترین هنرمند مرد پاپ/راک                                                                   | بهترین هنرمند زن پاپ/راک                                                                             |
| - برونو مارس - رابین تیک - جاستین تیمبرلیک                                                  | - پینک - ریانا - تیلور سوئیفت                                                                        |
| بهترین گروه/بند/دونفره پاپ/راک                                                              | بهترین آلبوم پاپ راک                                                                                 |
| - ایمجین دراگونز - وکلمور و رایان لویس - وان دایرکشن                                        | - Take Me Home - وان دایرکشن - سرخ - تیلور سوئیفت - The ۲۰/۲۰ Experience - جاستین تیمبرلیک           |
| بهترین هنرمند مرد سبک کانتری                                                                | بهترین هنرمند زن سبک کانتری                                                                          |
| - لوک برایان - هانتر هیز - بلیک شلتون                                                       | - میراندا لمبرت - تیلور سوئیفت - کری آندروود                                                         |
| بهترین گروه/باند/دونفره کانتری                                                              | بهترین آلبوم کانتری                                                                                  |
| - د بند پری - Florida Georgia Line - لیدی آنتبلوم                                           | - Crash My Party - لوک برایان - Florida Georgia Line - Here's to the Good Times - سرخ - تیلور سوئیفت |
| بهترین هنرمند رپ/هیپ هاپ                                                                    | بهترین آلبوم رپ/هیپ هاپ                                                                              |
| - جی-زی - لیل وین - مکلمور                                                                  | - Magna Carta... Holy Grail - جی-زی - Good Kid, M.A.A.D City - کندریک لامار - The Heist - مکلمور     |
| بهترین هنرمند مرد سول و آر اند بی                                                           | بهترین هنرمند زن سول و آر اند بی                                                                     |
| - میگویل - رابین تیک - جاستین تیمبرلیک                                                      | - سی‌یرا - ریانا - آلیشا کیز                                                                          |
| بهترین آلبوم سول و آر اند بی                                                                | بهترین هنرمند تناوبی                                                                                 |
| - Unapologetic - ریانا - Blurred Lines - رابین تیک - The ۲۰/۲۰ Experience - جاستین تیمبرلیک | - ایمجین دراگونز - The Lumineers - مامفرد اند سانز                                                   |
| بهترین هنرمند معاصر بزرگسالان                                                               | بهترین هنرمند لاتین                                                                                  |
| - مارون فایو - برونو مارس - پینک                                                            | - مارک انتونی - پرینس رویس - رومو سانتوس                                                             |
| \|بهترین هنرمند الهام بخش نسل معاصر                                                         | بهترین موسیقی دنس الکترونیک                                                                          |
| - tobyMac - Chris Tomlin - Matthew West                                                     | - آویچی - دفت پانک - کالوین هریس - زد (موسیقی‌دان)                                                    |

## اجراها
| هنرمند(ها)                        | آهنگ(ها)                                          |
| --------------------------------- | ------------------------------------------------- |
| کیتی پری                          | "Unconditionally"                                 |
| وان دایرکشن                       | "Story of My Life"                                |
| آریانا گراند                      | "The Way" "Tattooed Hea                           |
| ایمجین دراگونز                    | "Radioactive" "Demons"                            |
| پیت‌بول کشا                        | "Timber"                                          |
| جاستین تیمبرلیک                   | "Drink You Away"                                  |
| Florida Georgia Line نلی          | "Cruise" "Ride wit Me"                            |
| ریانا                             | "Diamonds"                                        |
| مکلمور                            | "Can't Hold Us"                                   |
| جنیفر لوپز                        | "Químbara" "Bemba Colorá" "La Vida es un Carnava" |
| A Great Big World کریستینا اگیلرا | "Say Something"                                   |
| کندریک لامار                      | Swimming Pools (Drank)" "Poetic Justice"          |
| لیدی گاگا آر. کلی                 | "Do What U Want"                                  |
| لوک برایان                        | "That's My Kind of Night"                         |
| TLC لیل ماما                      | "Do What U Want"                                  |
| مایلی سایرس                       | "Wrecking Ball"                                   |